# Corleone (artiest)
Cor Verdoes, alias Corleone, voorheen Bizzy Blaze (Rotterdam, 16 februari 1990), is een Nederlandse rapper / zanger.

## Loopbaan
Verdoes werd geboren in Rotterdam en groeide op in Spijkenisse. De invloed van de nederhop kwam vanuit zijn omgeving. Hij begon op jonge leeftijd met het schrijven van teksten.

### Bizzy Blaze
In december 2011 begon hij met producer Remy Ridotto (toen alias DoRemy) aan zijn ep Waar het licht zich niet bevindt. Het duurde echter nog tot 2015, voordat hij hem voltooide. Met Ridotto trad hij ook op.
In 2015 stond hij in de finale van de Grote Prijs van Rotterdam en deed hij mee aan de competitie voor de Grote Prijs van Nederland. In hetzelfde jaar tekende hij bij Walboomers Music, het label van bijvoorbeeld Tim Beumers en Lange Frans & Baas B. Kort daarna bracht hij het nummer Kom nou uit. Samen met Feyenoord en FRFC1908 bracht hij in oktober 2016 het nummer Rood | Wit uit. In 2018 kreeg deze samenwerking een vervolg met het nummer "De Stad"

### Corleone
In 2019 deed Verdoes mee aan The Voice of Holland. Onder zijn nieuwe naam Corleone  en met eigen geschreven teksten bereikte hij de Knock Outs.

## Discografie

### Bizzy Blaze
Mixtapes
- 2009: De ontwikkelingstape
- 2011: Roodmixtape

Ep
- 2015: Waar het licht zich niet bevindt

Single
- 2016: Kom nou, met Remy Ridotto, via Walboomers Music.

### Corleone
Album
- 2018: Querencia[9]

Ep
- 2021: Dualiteit[10]

Singles
- 2020: Laat me gaan[9]
- 2023: Zonder[9]
- 2024: Dit is van mij[11]